# Parc historique national d'Appomattox Court House
Ne doit pas être confondu avec Appomattox Court House.
Le parc historique national d'Appomattox Court House (en anglais : Appomattox Court House National Historical Park) est un parc historique national américain situé dans le comté d'Appomattox, en Virginie. C'est le lieu où, le 9 avril 1865, s'est déroulée la bataille du même nom à l'issue de laquelle le général Robert Lee a signé sa reddition qui entraîna la fin de la guerre de Sécession.

## Situation
Le site historique se situe milieu d'une zone naturelle boisée à environ 5 km au nord-est de la ville d'Appomattox. 

## Le site
Le parc abrite notamment l'ancien palais de justice (Old Court House) et la maison McLean, tous deux reconstruits.